# Tyree Glenn
Evans Tyree Glenn (Corsicana, 23 novembre 1912 – Englewood, 18 maggio 1974) è stato un trombonista e vibrafonista statunitense di jazz.
Trombonista dalla sonorità ampia e potente, nel corso degli anni seppe forgiare un suo stile morbido e melodico, riuscendo a integrarsi sia nelle sonorità ellingtoniane che in quelle più dixieland di Armstrong.

## Biografia
Attivo a livello locale (Texas) fin dalla fine degli anni venti, si trasferì a Washington, D.C., trovando il suo primo ingaggio nella band di Bob Young (1930), in seguito si stabilì sulla West Coast statunitense dove divenne membro nel gruppo del batterista Tommy Myles dal 1933 al 1936. Nel 1936 è assunto dal trombettista e bandleader, Charlie Echols, ed in successione da: Eddie Barefield (1937-1938), Ethel Waters e Eddie Mallory (1939), Benny Carter (1939), Cab Calloway (1939-1946), Don Redman (1946-1947).
Dopo quasi un anno passato in Europa (assieme a Redman),  ritornò a New York dove fu ingaggiato (sostituendo Lawrence Brown), dal 1947 al 1951, nell'orchestra di Duke Ellington, in seguito si recherà in diverse occasioni in Europa per vari tour, in particolare con gli All Stars di Louis Armstrong (fu membro del gruppo del trombettista dal 1965 al 1971).
Condusse in vari periodi di tempo anche proprie formazioni, agli inizi degli anni settanta ritornò occasionalmente a suonare con Duke Ellington.

## Discografia
- 1957 - At the Embers (Roulette Records, R 25009) Live
- 1959 - Tyree Glenn at the Roundtable (Roulette Records, R 25050) Live
- 1959 - Try a Little Tenderness (Roulette Records, R 25075)
- 1960 - Let's Have a Ball (Roulette Records, R/SR-25115)
- 1960 - Tyree Glenn at the London House in Chicago (Roulette Records, R/SR-25138) Live
- 1962 - The Trombone Artistry of Tyree Glenn (Roulette Records, R/SR 25184)